# Brattfjorden
Brattfjorden er en kort fjordarm af Nordfolda i Steigen kommune i Nordland fylke i Norge. Den går lidt  over 4 kilometer i østlig retning fra indløbet mellem Stigodden i nord og Kvitneset i syd.
Nordsiden er uden bebyggelse og har en brat stigning op mod Middagsfjellet (472 moh.) og Ingridtinden (794 moh.). På sydsiden ligger Kvitnesaksla, en stigning op mod Multindan, Nonstinden (786 moh.) og en spredt gårdbebyggelse fra Slåttvik i mundingen til  Brattfjord i fjordbunden. Der er et 3 kilometer langt ejd fra Brattfjorden til Helldal ved Vinkfjorden. Her ovenfor ligger fjeldet og gletsjeren Helldalisen på 1.351 moh. 
Slåttvik har anløb af hurtigbåd. Der er lokal vej, uden videreforbindelse til andet vejnet, langs sydsiden til Furuneset, Makkleira og Nyheim. Det bor to fastboende langs fjorden. Lokalavisa NordSalten opgiver i en artikel at der er 2 indbyggere i Brattfjord og to på Vinkenes mellem Brattfjorden og Vinkfjorden. Begge lokalitetene ligger indenfor grunnkrets Vinkfjord.